# احسان ذبیحی‌فر
احسان ذبیحی‌فر (۱۳۵۸ در تهران) آهنگساز و نوازنده ایرانی است.

## زندگی‌نامه
ذبیحی‌فر نوازندگی را با کار با پیانو و در سن ده‌سالگی آغاز کرد. پس از آن کمانچه را به عنوان ساز تخصصی خویش انتخاب کرد و تحصیلاتش در زمینه موسیقی را ادامه داد تا توانست مدرک کارشناسی ارشد نوازندگی ایرانی را در سال ۱۳۸۷ اخذ کند. آلبوم سایه‌روشن مهتاب نخستین کار آهنگسازی او بود که با نوای بیژن کامکار منتشر شده‌بود.

## آثار
از او آلبوم و قطعات متعددی منتشر شده‌است. برخی از آن‌ها عبارتند از:
- «هیچ مگو» به خوانندگی مجتبی عسگری
- «شیرین» به خوانندگی فریدون پوررضا، بهرام باجلان، مجتبی عسگری و وحید تاج
- «سرخانه»
- «شوق‌نامه» به سرپرستی محمدرضا درویشی و خوانندگی همایون شجریان
- «رهاوی»
- «ابروکمان» به خوانندگی محمد معتمدی[۱][۲]